# استیون بارکلی
استیون بارکلی (انگلیسی: Stephen Barclay؛ زادهٔ ۳ مهٔ ۱۹۷۲) سیاست‌مدار اهل بریتانیا است که از نوامبر ۲۰۲۳ به‌عنوان وزیر محیط زیست، غذا و امور روستایی فعالیت می‌کند. او پیشتر به عنوان وزیر بهداشت و مراقبت‌های اجتماعی در کابینه ریشی سوناک خدمت‌ می‌کرد.